# Hadacypridina
Hadacypridina is een geslacht van kreeftachtigen uit de klasse van de Ostracoda (mosselkreeftjes).

## Soorten
- Hadacypridina biscayensis Kornicker, 1989
- Hadacypridina bruuni Poulsen, 1962